# William Safire
William Lewis Safire (17 de diciembre de 1929-27 de septiembre de 2009) fue un  escritor, columnista, periodista estadounidense, ganador de un Premio Pulitzer en 1978, y conocido por la columna de opinión política (op-ed) que escribió dos veces a la semana para The New York Times entre 1973-2005, y una columna sobre lenguaje para la New York Times Magazine, de 1979 a 2009.
Era, junto con George Will, James Kirkpatrick y William F. Buckley, uno de los columnistas políticos conservadores con mayor circulación en la prensa estadounidense.

## Biografía
Tras comenzar a trabajar como periodista, hacia finales de la década de 1950 comenzó a trabajar en relaciones públicas y en 1959, estando en una feria comercial en Moscú logró juntar al entonces vicepresidente de los Estados Unidos, Richard Nixon, y el presidente del Consejo de Ministros de la Unión Soviética, Nikita Jrushchov, para una discusión improvisada sobre el capitalismo y el comunismo en lo que se llegó a conocer como «debate de cocina», al celebrarse el encuentro en la cocina de una casa prefabricada de la empresa que representaba. La publicidad resultante hizo que Nixon le contratara para trabajar en su campaña para la presidencia de 1960.
En 1961, creó su propia agencia de relaciones públicas y que fue contratada para la campaña presidencial de Nelson A. Rockefeller en 1964. Tras vender la agencia en 1968, fue fichada para incorporarse al equipo de redactores de los discursos para Nixon y el vicepresidente, Spiro T. Agnew y que incluían a Pat Buchanan. Entre los discursos que escribió para Nixon se encuentra el conocido La gran mayoría silenciosa, hacia finales de 1969, sobre la guerra de Vietnam, y en el que informaba de su decisión de que el país continuara batallando hasta el final, pidió el apoyo de la llamada mayoría silenciosa de sus conciudadanos, frente a «la minoría de los que sostienen ese punto de vista [de exigir la retirada de las tropas estadounidenses] y quienes tratan de imponerlo en una nación mediante la organización de manifestaciones en la calle».
Falleció a los 79 años, víctima de un cáncer de páncreas.